# Jared Lawrence
Jared Eric Lawrence (ur. 23 lipca 1980) – amerykański zapaśnik walczący w stylu wolnym. Trzeci w Pucharze Świata w 2005. Brązowy medalista MŚ juniorów w 2000 roku.
Zawodnik Sandpoint High School i Uniwersytetu Minnesoty. Cztery razy All-American (2000 - 2003) w NCAA Division I, pierwszy w 2002, drugi w 2003; szósty w 2000 i 2001 roku.
Wygrał Big Ten Conference w 2001 i 2003 roku.